# Puerto Eten
La localidad de Puerto Eten es la capital del Distrito de Puerto Eten, ubicada en la provincia de Chiclayo, en el departamento de Lambayeque, Perú. Históricamente conocida por su muelle y su importancia ferroviaria del anterior siglo, esta población se asienta en la costa, a 2.3 km al sur de Eten y unos 24 km al suroeste de la ciudad de Chiclayo. Es un punto de interés por su patrimonio cultural y su relación ancestral con la cultura Mochica y el cercano Eten.

## Origen y Etimología
El nombre "Eten" tiene sus raíces en la lengua mochica, hablada por los antiguos pobladores de la región. Investigaciones y la tradición oral sugieren que el vocablo original para designar a esta zona pudo ser "Æten" o"Ætin", que significaría "al amanecer" o "donde nace el sol" como lo manifiesta una crónica de Miguel Cabello de Balboa de fines del siglo XVI haciendo referencia a una leyenda sobre el lugar que era una caleta de pescadores. Este término, propio de la "lengua pescadora" mochica de la costa, subraya la profunda conexión ancestral de los habitantes de Puerto Eten y Eten con esta civilización precolombina.

## Geografía
Puerto Eten se localiza en la costa, al sur de Eten, en una zona de clima árido y paisajes desérticos interrumpidos por la presencia de humedales costeros al sur. Su altitud promedio es de 5 m.s.n.m.. La cercanía al Océano Pacífico le confiere características climáticas influenciadas por la Corriente de Humboldt, con temperaturas moderadas y alta humedad atmosférica. Hacia el sur de la localidad se encuentra el notable Morro de Eten, una elevación rocosa que marca el paisaje costero.

## Historia
La historia moderna de Puerto Eten está profundamente marcada por su desarrollo como puerto y nodo ferroviario en el siglo XIX. La construcción del Muelle de Eten, iniciada en 1871 e inaugurada en 1874, lo convirtió rápidamente en uno de los puertos más activos del norte peruano. Este muelle fue vital para la exportación de productos agrícolas de las fértiles tierras de Lambayeque y Cajamarca, como algodón, azúcar y arroz. Paralelamente, la creación del Ferrocarril Eten-Ferreñafe, que conectaba el puerto con las zonas productoras del interior, consolidó a Puerto Eten como un centro neurálgico para el comercio regional.

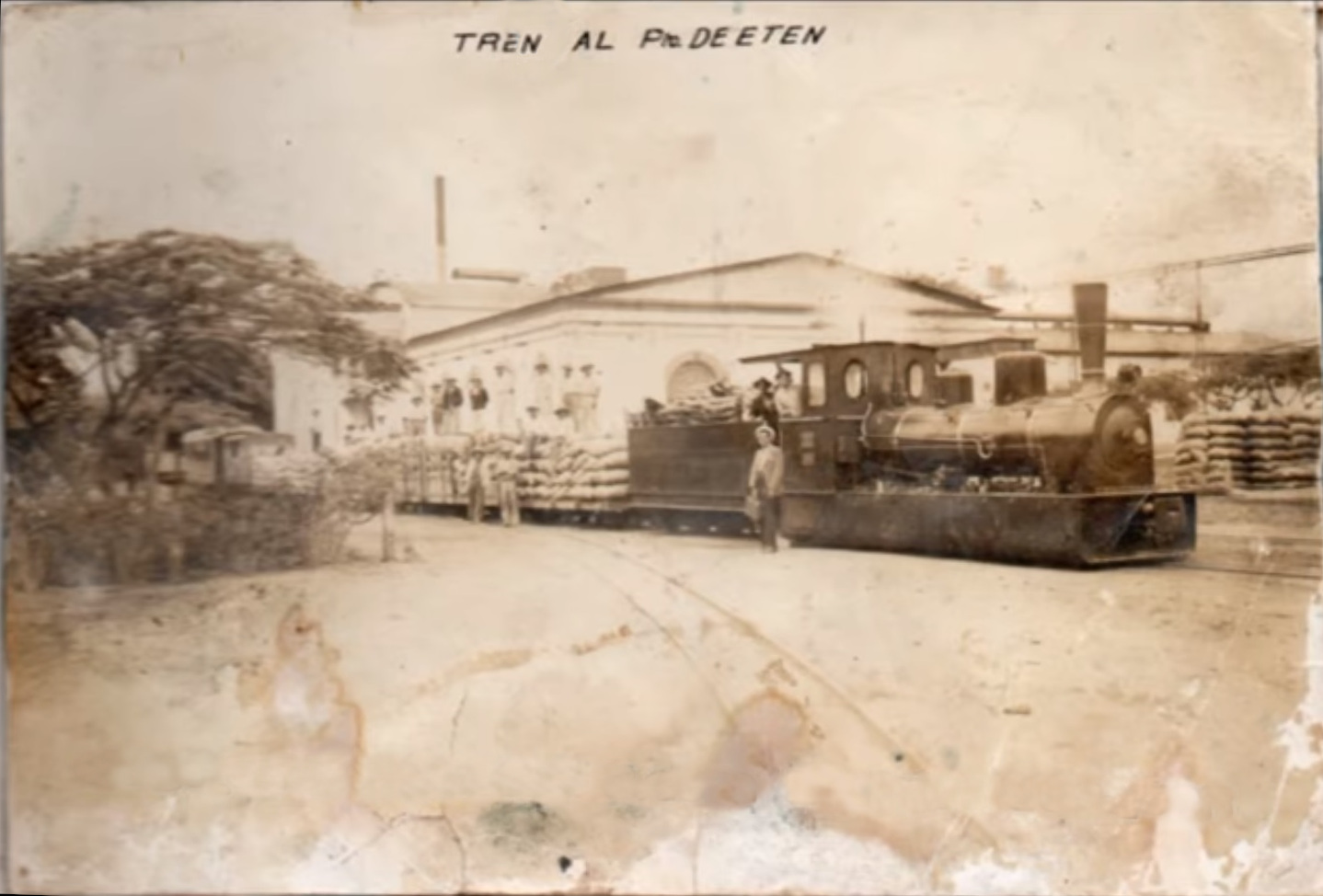
Tren cargado rumbo a Puerto Eten, tomada a principios del

La separación física entre el antiguo pueblo de Eten (hoy Ciudad Eten) y la zona costera que hoy es Puerto Eten, se atribuye a un significativo Fenómeno del Niño. Este evento natural, caracterizado por lluvias torrenciales e inundaciones devastadoras, afectó gravemente el asentamiento original. La magnitud del desastre obligó a parte de la población a reubicarse hacia la costa, impulsando así el desarrollo del puerto y la formación de la actual localidad de Puerto Eten, mientras que el pueblo original se reubicó al norte tierra adentro.
Aunque el auge portuario y ferroviario disminuyó con el tiempo, el Muelle de Eten y los vestigios del ferrocarril siguen siendo iconos de la localidad, y su historia es un pilar de su identidad.

## Urbanismo y Atractivos
La localidad de Puerto Eten cuenta con una plaza principal, áreas residenciales y un malecón modernizado. Entre sus atractivos destaca el Muelle de Eten, considerado Patrimonio Cultural de la Nación, los vestigios del ferrocarril, su playa así como el antiguo faro.

## Relación con Eten
La localidad de Puerto Eten mantiene una estrecha relación histórica y cultural con el cercano Eten (conocido como ciudad Eten), que se encuentra a pocos kilómetros tierra adentro. Ambas localidades comparten un origen ancestral Mochica y una herencia cultural común, además de ser las últimas localidades donde se habló el mochica o muchic, incluyendo el mantenimiento de algunas tradiciones y formas de vida propias de los "Etenanos" originales. La distinción entre "Puerto Eten" y "Eten" es principalmente política, geográfica y funcional (puerto y ciudad), consolidada por el evento de inundación histórico que motivó la reubicación parcial de la población.